# Ricardo Clark
Ricardo Anthony Clark (nacido el 10 de febrero de 1983 en Atlanta, Georgia) es un exfutbolista estadounidense que jugaba de centrocampista.

## Trayectoria

### Inicios
Clark se inició jugando para la St. Pius X Catholic High School en Atlanta, George, y luego de graduarse en el año 2000 se unió al equipo fútbol de la Universidad de Furman, la misma universidad a la que asistió el internacional estadounidense Clint Dempsey. Luego de dos años en la universidad y haber formado parte del equipo estelar de la División I de la NSCAA, decidió dejar Furman para entrar al MLS SuperDraft del año 2003.

### Red Bull New York
Clark fue elegido por los New York MetroStars (actualmente Red Bull New York) en la primera ronda (segundo en la general) en el SuperDraft de la MLS en 2003. Hizo su debut como profesional en la MLS en la derrota 1-0 contra el Columbus Crew el 12 de abril de 2003. Anotó su primer gol con el MetroStars ese mismo año el 28 de junio en la derrota 2-1 contra Chicago Fire. Clark fue una figura clave en el mediocampo del equipo durante los dos años que estuvo en Nueva York, además de lograr cuatro goles y dos asistencias y haber sido candidato a novato del año en 2003.

### San José Eartquakes
Clark fue transferido en enero de 2005 al San José Earthquakes, y rápidamente se convirtió en un jugador clave para el equipo en una de las mejores temporadas de los Earthquakes en la MLS. No obstante, Clark fue transferido nuevamente al final de la temporada al Houston Dynamo.

### Houston Dynamo
Clark se unió al Dynamo para la temporada 2006, y llegó a jugar 100 partidos en varias competiciones con el club, ganando dos títulos de la MLS y siendo nombrado en 2007 al equipo estelar de la liga.

### Eintracht Fráncfort
Una vez terminado su contrato con la MLS en 2009, Clark firmó un contrato por el resto de la temporada 2009-10 con el Eintracht Fráncfort de la 1. Bundesliga alemana.

### Stabæk IF
El 22 de febrero de 2012 se anunció que Clark sería cedido al Stabæk IF de la Tippeligaen noruega hasta el 31 de julio del mismo año.

### Regreso al Houston Dynamo
El 3 de agosto de 2012 se anunció que Ricardo Clark regresaría al Housto Dynamo, luego de que su periodo de prueba con el Stabæk IF concluyera y fuera liberado por el Eintracht Fráncfort el mismo mes.
Dejó el Dynamo luego de seis temporadas. Jugó 175 encuentros y anotó 23 goles.

### Columbus Crew SC
Se unió al Columbus Crew el 2 de febrero de 2018, fichando como agente libre a los 34 años de edad, fue el jugador más viejo en el plantel esa temporada. Terminó su primera temporada en Columbus donde jugó 13 encuentros y anotó un gol. El club declinó la opción de renovar el contrato del jugador, y dejó el equipo el 26 de noviembre. Aunque el 17 de enero de 2019, ambas partes llegaron a un acuerdo, y el jugador volvió a fichar por el club.

### Retirada
El 13 de febrero de 2020 anunció su retirada como futbolista profesional después de firmar un contrato de un día con el Houston Dynamo para terminar allí su carrera deportiva.

## Selección nacional
Clark ha representado a los Estados Unidos en varios niveles, realizando su debut en competiciones oficiales en la Copa Mundial de Fútbol Sub-20 de 2003 en los Emiratos Árabes Unidos. Hizo su debut con la selección mayor dos años más tarde en un amistoso contra Panamá. Desde ese entonces Clark ha sido parte de los equipos estadounidenses que participaron en la Copa América de 2007, la Copa Confederaciones de 2009 y la Copa Mundial de 2010.

## Estadísticas

### Clubes
| Club                 | País           | Año         | Part. | Goles |
| -------------------- | -------------- | ----------- | ----- | ----- |
| MetroStars           | Estados Unidos | 2003 - 2004 | 63    | 4     |
| San Jose Earthquakes | Estados Unidos | 2005        | 32    | 4     |
| Houston Dynamo       | Estados Unidos | 2006 - 2009 | 129   | 8     |
| Eintracht Fráncfort  | Alemania       | 2010 - 2012 | 16    | 0     |
| Stabæk               | Noruega        | 2012        | 15    | 0     |
| Houston Dynamo       | Estados Unidos | 2012 - 2017 | 175   | 23    |
| Columbus Crew SC     | Estados Unidos | 2018 - 2019 | 13    | 1     |
| Houston Dynamo       | Estados Unidos | 2020        | 0     | 0     |

### Selección nacional
| Período   | Selección      | Partidos (goles) |
| --------- | -------------- | ---------------- |
| 2005-2012 | Estados Unidos | 34 (3)           |